# C&A (Radsportteam)

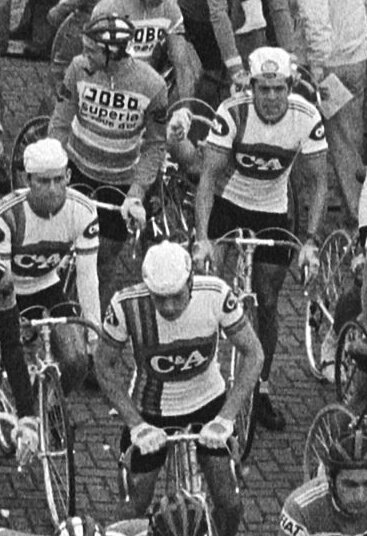
Fahrer vom Team bei der Tour de France 1978

C&A war ein belgisches Radsportteam, das nur 1978 bestand.

## Geschichte
Das Team wurde 1978 unter der Leitung von Rudi Altig und Jos Huysmans gegründet. Ein Großteil der Fahrer kam vom Team Fiat France um Eddy Merckx. Merckx plante sein Karriereende für den Abschluss der Tour de France 1978, aber nach zähen Sponsorenverhandlungen verkündete er offiziell am 18. Mai 1978 sein Karriereende. Neben den Siegen kamen zweite Plätze bei Gent–Wevelgem, der Niederlande-Rundfahrt, der Mittelmeer-Rundfahrt, dritte Plätze bei Paris-Tours, der Grand Prix Midi Libre, der Tour de l’Aude, Grand Prix de Wallonie, Kuurne–Brüssel–Kuurne und Brüssel-Ingooigem; außerdem vierte Plätze bei der Meisterschaft von Zürich und bei der Tour de France. Nach der Saison 1978 wurde das Team aufgelöst.

## Erfolge
1978
- Lüttich-Bastogne-Lüttich
- eine Etappe Tour de France
- eine Etappe Critérium du Dauphiné
- eine Etappe Niederlande-Rundfahrt
- eine Etappe Belgien-Rundfahrt
- eine Etappe Mittelmeer-Rundfahrt
- Pfeil von Brabant
- Tour du Condroz
- Omloop van Oost-Vlaanderen

### Monumente-des-Radsports-Platzierungen
| Monument                 | 1978 |
| ------------------------ | ---- |
| Mailand–Sanremo          | 15   |
| Flandern-Rundfahrt       | 9    |
| Paris–Roubaix            | –    |
| Lüttich–Bastogne–Lüttich | 1    |
| Lombardei-Rundfahrt      | –    |

## Bekannte ehemalige Fahrer
- Eddy Merckx (1978)
- Lucien Van Impe (1978)
- Walter Planckaert (1978)
- Willy Planckaert (1978)
- Eddy Schepers (1978)
- René Martens (1978)